# クワザワホールディングス
クワザワホールディングス株式会社（英: KUWAZAWA Holdings Corporation）は、北海道札幌市白石区に本社を置く建設資材商社。

## 概要
1933年（昭和8年）札幌市においてタイル煉瓦問屋として創業。会社設立は1951年（昭和26年）。太平洋セメントの持分法適用会社で基礎資材・補修用資材・建築資材・住宅資材など建設資材の販売や建設工事を行っている。また、1999年（平成11年）5月には越智産業株式会社および日本ベニア株式会社（現・株式会社ジューテック）と業務提携し3社でネストグループを形成している。
2012年（平成24年）11月にはメガソーラー事業に参入を発表。平成25年度中の稼働を予定しており、発電された電気はすべて北海道電力に売電予定である。

## 沿革
- 1934年（昭和9年） - 桑澤清が札幌市で「㋝タイル煉瓦問屋」を開業[3]。
- 1937年（昭和12年） - 東洋陶器特約店となる[3]。
- 1939年（昭和14年） - アサノセメント取扱店となる[3]。
- 1949年（昭和24年） - 社名を「㋝桑澤清商店」に改称[4]。
- 1951年（昭和26年）2月1日 - 「株式会社桑澤商店」として法人化[5]。
- 1961年（昭和36年）3月 - セメント輸送を担う子会社「札幌アサノ運輸」を設立[6]。
- 1962年（昭和37年） - 現在のロゴマークを制定[7]。
- 1963年（昭和38年） - 子会社として建設業「桑澤建材工業」（現・クワザワ工業）[8]、一般貨物運輸業「山光運輸」を設立[9]。
- 1964年（昭和39年）3月 - 北3条から白石町に本社移転[10]。
- 1967年（昭和42年） - 住宅部門を担う子会社「住まいのクワザワ」設立[11]。
- 1971年（昭和46年）3月 - 「株式会社クワザワ」に商号変更[12]。
- 1973年（昭和48年）9月 - 札幌証券取引所に株式を上場。
- 1999年（平成11年）5月 - 越智産業株式会社および日本ベニア株式会社（現・株式会社ジューテック）と業務提携。
- 2003年（平成15年）
  - 3月 - 日桑建材株式会社を子会社化。
  - 5月 - 丸三商事株式会社を子会社化。
- 2005年（平成17年）
  - 10月 - 株式会社光和を子会社化。
  - 12月 - 和寒コンクリート株式会社および東日本自工株式会社を子会社化。
- 2007年（平成19年）10月 - 連結子会社である北海道管財株式会社の株式を一部譲渡し持分法関連会社化。
- 2011年（平成23年）
  - 7月 - 株式会社ニッケーを子会社化。
  - 10月 - 株式会社サツイチを子会社化。
- 2013年（平成25年）3月 - 余市レミコン株式会社を子会社化。
- 2014年（平成26年）
  - 10月 - 株式会社エフケー・ツタイを吸収合併。
  - 12月 - 株式会社建材社を子会社化。
- 2016年（平成28年）4月 - 株式会社建材社を吸収合併。
- 2018年（平成30年）
  - 2月 - クワザワグループ現本社ビルを竣工。
  - 3月 - 東京証券取引所第二部に株式を上場。
  - 10月 - 株式会社ニッケーが余市レミコン株式会社を吸収合併。
- 2019年（平成31年）3月 - 東京証券取引所第一部に市場変更[13]。
- 2020年（令和2年）
  - 4月 - 株式会社フリー・ステアーズを子会社化。
  - 10月
    - 株式会社クワザワ（旧法人）は持株会社体制へ移行し、「クワザワホールディングス株式会社」に商号変更。
    - 会社分割により、株式会社クワザワリフォームセンターは「株式会社クワザワ」（新法人）に商号変更し、事業を承継。

## 事業所
- 本社（札幌市白石区）
- 東京本部（東京都千代田区）
- 支店（苫小牧、道東、北見、函館、旭川、稚内、茨城、青森）
- 事業所（横浜、千葉、仙台）

## 関連会社
- 株式会社クワザワ
- 株式会社住まいのクワザワ
- 株式会社クワザワ工業
- 丸三商事株式会社
- 原木屋産業株式会社
- 原木屋セーフティーステップ株式会社
- 株式会社フリー・ステアーズ
- 恵庭アサノコンクリート株式会社
- 和寒コンクリート株式会社
- 株式会社ニッケー
- 札幌アサノ運輸株式会社
- 山光運輸株式会社
- 株式会社サツイチ
- クワザワサッシ工業株式会社（株式会社LIXILとの共同出資会社）
- 日桑建材株式会社
- 北翔建材株式会社
- 株式会社光和
- 株式会社クワザワエージェンシー
- 東日本自工株式会社
- 和光クリーン株式会社

## 参考資料
- 第64期有価証券報告書 (PDF)
- 株式会社クワザワ コーポレートガバナンス報告書(札幌証券取引所 - 閲覧)